# Heinrich IV. Wild
Heinrich IV. Wild († 1454 in Ebrach) war von 1437 bis zu seiner Resignation 1447 Abt des Zisterzienserklosters in Ebrach.

## Leben
Heinrich IV. Wild wurde im letzten Viertel des 14. Jahrhunderts oder am unmittelbaren Beginn des 15. Jahrhunderts geboren. Über den genauen Ort seiner Geburt schweigen die Quellen, auch die Eltern des späteren Abtes und etwaige Geschwister werden nicht erwähnt. Heinrich besuchte wohl eine Schule und legte dann sein Gelübde im Steigerwaldkloster Ebrach ab. Über die Frühzeit Heinrichs im Kloster sind keine Aufzeichnungen vorhanden.
Erst mit seiner Wahl zum Abt, nach der Resignation seines Vorgängers Hermann III. von Kottenheim im Jahr 1437, taucht Heinrich, nun Heinrich IV. genannt, wiederum in den Quellen auf. Er erwarb für seine Klöster Güter in Mainstockheim und Buchbrunn zum Preis von 6000 Gulden, die später den Kern der Klosterwirtschaft bildeten. Er resignierte, bereits taub, entgegen den Plänen seines eigenen Konvents und starb im Jahr 1454 auf dem Klostergelände.